# Hendrik I van Trier
Hendrik I van Trier (overleden 3 juli 964) was van 956 tot aan zijn dood aartsbisschop van Trier.

## Leven
Hendrik was een telg uit het geslacht Babenberg (Popponen). Zijn broer was Poppo I, bisschop van Würzburg. Hendrik werd onderwezen in de Abdij van Reichenau, samen met Wolfgang, de toekomstige heilige en bisschop van Regensburg. Later genoten beiden onderwijs bij Stephen van Novara aan de kathedraalschool van Würzburg
In 956 werd Hendrik tot aartsbisschop van Trier benoemd door Otto I de Grote, die hij later vergezelde op veldtochten door Italië. Op 26 mei 961 kroonden Hendrik en de aartsbisschoppen Bruno I van Keulen en Willem van Mainz, Otto I's zoon Otto II tot koning. Hendrik I vond de dood in Rome tijdens een malaria-epidemie die in 964 uitbrak binnen het keizerlijk leger. Hij werd begraven in Parma; later werd zijn lichaam overgebracht naar de Dom van Trier.
- Gemeinsame Normdatei: 137324847
- Virtual International Authority File: 81531183